# Толивер (округ)
То́ливер (англ. Taliaferro County) — округ штата Джорджия, США. Население округа на 2000 год составляло 2077 человек. Административный центр округа — город Крофордвилл.

## История
Округ Толивер основан в 1825 году.

## География
Округ занимает площадь 505 км2.

## Демография
Согласно Бюро переписи населения США, в округе Толивер в 2000 году проживало 2077 человек. Плотность населения составляла 4.1 человек на квадратный километр.